# Lucibel
Lucibel est un fabriquant français de luminaires et systèmes d'éclairage à base de LED.

## Fondation et développement
La société Lucibel a été fondée en 2008 par Frédéric Granotier, ancien Directeur Général délégué de Poweo. Lucibel se spécialise dans l'éclairage à LED.
L'entreprise a financé son développement par levées de fonds successives, ses principaux investisseurs étant Aster, le fonds d'investissement de Schneider Electric, Alstom et Rhodia, CM-CIC Capital Innovation et Sudinnova puis BPIFrance. L'entreprise s'est introduite en bourse sur Alternext en juillet 2014.
Lucibel s'est également développée par croissance externe, en acquérant Cordel en mars 2013 (éclairage de magasins, basé à Bénodet, Finistère) puis Procédés Hallier (éclairage de musées, basé à Montreuil en Seine-Saint-Denis).
L'entreprise emploie 180 personnes[Quand ?][réf. souhaitée]. Elle est cotée sur Alternext.

## Organisation
Le siège de l'entreprise est basé à Rueil-Malmaison dans les Hauts-de-Seine. Elle possède un centre de recherche et développement à Saint-Clair-de-la-Tour en Isère. Elle reprend en 2014 l'usine de Barentin (Seine-Maritime) de Schneider Electric,.

## Produits
Lucibel fournit principalement une gamme de luminaires et sources d'éclairage LED, à destination des professionnels (tertiaire, commerces, cafés-hôtels-restaurants, hôpitaux).
En 2015, Lucibel et Schneider Electric annoncent une co-entreprise dans le domaine de l'éclairage intelligent, utilisant la technologie Li-Fi.
Lucibel et la société Citelum, filiale du groupe EDF spécialisée dans l’éclairage intelligent et les services connectés associés, nouent en 2017 un partenariat pour associer et commercialiser certaines de leurs technologies, et répondre à des appels d’offres.

## Prix
Lucibel a obtenu plusieurs prix :
- entreprise européenne la plus innovante dans les Cleantech (2012, Cleantech Connect)[12]
- prix saluant l'utilisation de la propriété industrielle comme support de la stratégie de développement INPI [13]

En novembre 2012, le siège de l'entreprise est visité par François Hollande et Arnaud Montebourg.